# Rendova
Rendova est une île de l'archipel de la Nouvelle-Géorgie, située dans la province occidentale des Salomon.
D'une superficie de 411 km2, son sommet le plus long culmine à 1 060 m.
Elle est située au sud de la Nouvelle-Géorgie et à l'ouest de Tetepare.

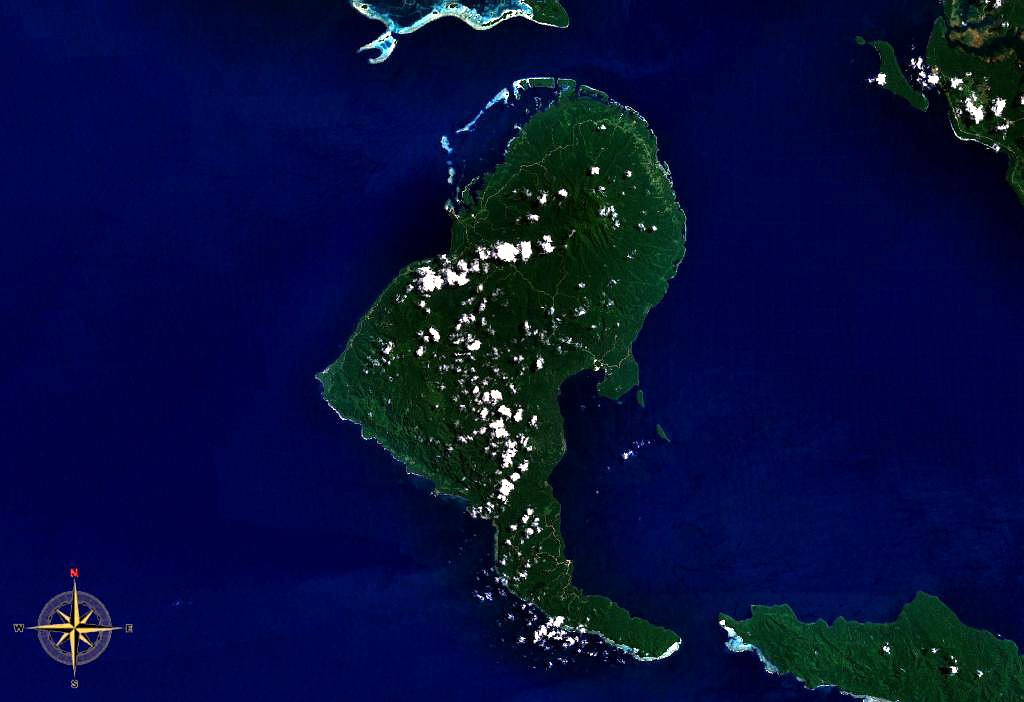
Photographie par satellite de Rendova